# Les Silences de Manet
Les Silences de Manet è un documentario del 1989 diretto da Didier Baussy e basato sulla vita del pittore francese Édouard Manet.